# Ingeborg Wærn Bugge

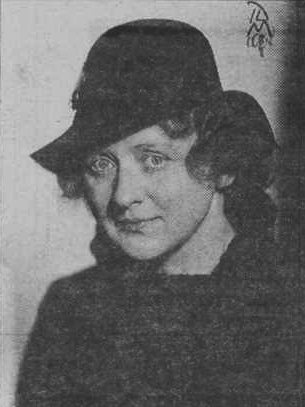
Ingeborg Wærn Bugge

 Ebba Ingeborg Maria Wærn Bugge (* 5. März 1899 in Oslo, Norwegen; † 26. Januar 1991 in Nacka, Schweden) war eine schwedische Architektin. Sie arbeitete als eine der ersten Architektinnen in Schweden.

## Leben und Werk

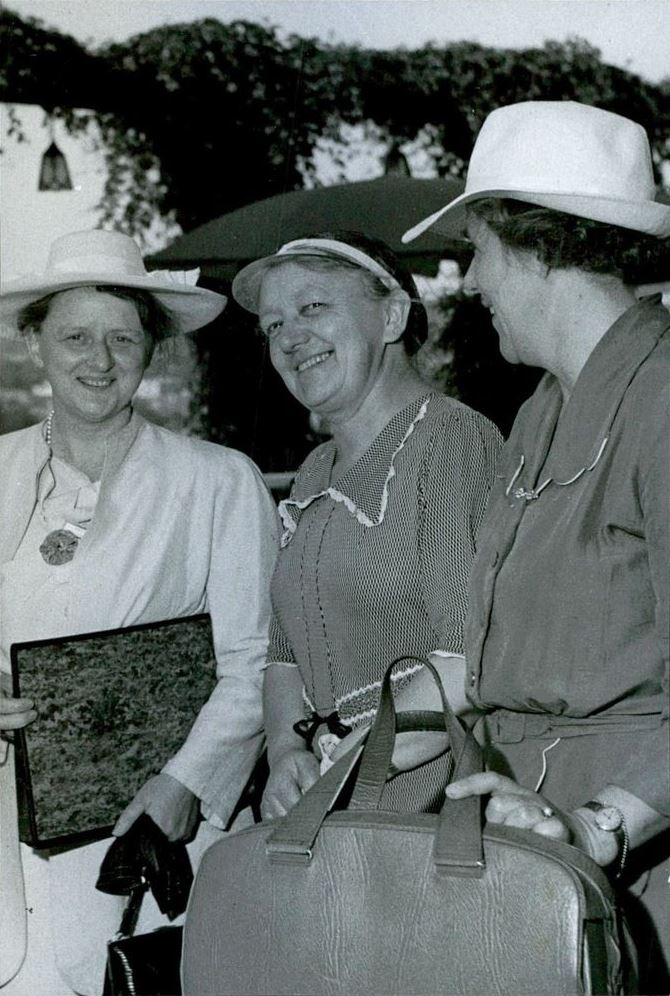
Ingeborg Wærn Bugge, Professorin Rosa Delrue und Greta Kassman auf dem 8. Internationalen Rationalisierungskongress in Stockholm 1947

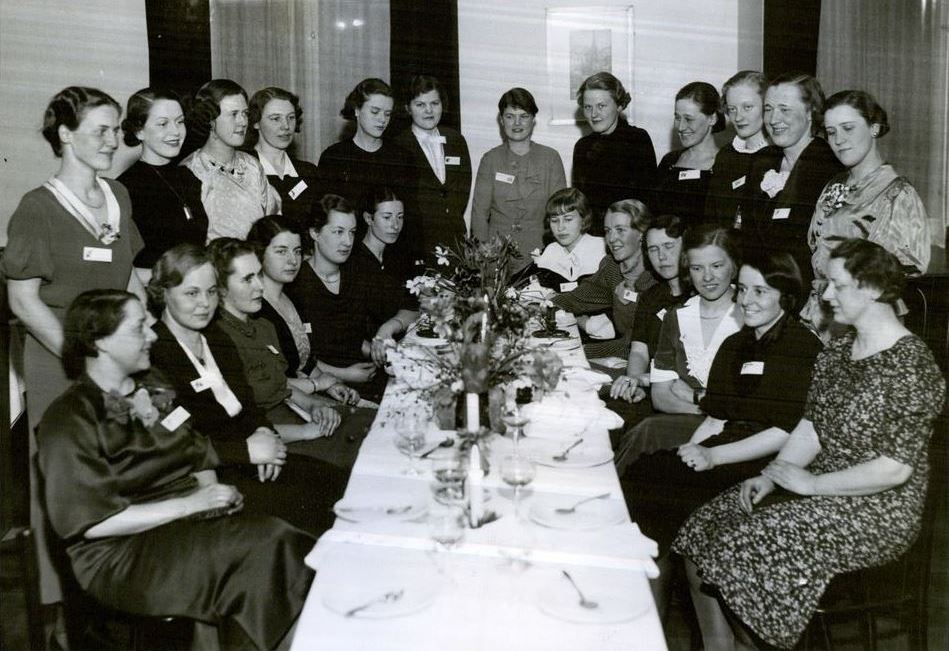
10-jähriges Bestehen der Kvinnliga teknologers, 1937. Sitzend von links: Kerstin Göransson Ljungman, Greta Woxén, Maj-Britt Pettersson, May Wasz, Dagmar Pleijel, Gunvor Haugen, Disa Wahlund, Hillevi Svedberg-Almström, Brita Ribbing, Ingrid Engvall, Maj Sisefsky und Ingeborg Wærn-Bugge. Stehend von links.:Dorrit Lüsch, Haldora Briem, Margit Frendin, Elisabeth Edstam, Anniken Hals, Hillevi Callander, Ruth Sundgren, Irma Sundström, Maja Kärrberg, Inga Ekelund, Inger Bildt, Ulla Sandin

Wærn Bugge war die Tochter von Elisabeth Wærn-Bugge und Dagfinn Bugge. Ihre Mutter zog 1902 nach der Scheidung mit ihren beiden Kindern nach Göteborg, wo Wærn Bugge die Göteborgs högre samskola besuchte. Als ihre Mutter 1911 Direktorin der Schwedischen Handwerksausstellung in Stockholm wurde, zog die Familie nach Nacka und Wærn Bugge machte 1918 ihren Abschluss an der Whitlockska samskolan, Reallinjen.
Da 1919 Frauen noch keinen freien Zugang an der Königlichen Technischen Hochschule (KTH) hatten, wurde sie 1919 als Sonderschülerin eingeschrieben und war nach Agnes Magnell, Anna Mohr und Signe Christensen die vierte Frau im Architekturstudium. Sie schloss 1922 ihr Studium ab. Danach unternahm sie Studienreisen in Europa und arbeitete einige Jahre in verschiedenen Architekturbüros in Stockholm. Als sie für Carl Bergsten arbeitete, zeichnete sie unter anderem den schwedischen Pavillon für die Exposition internationale des arts décoratifs et industriels modernes 1925 in Paris. Von 1926 bis 1928 besuchte sie die Kungliga Konsthögskolan Stockholm, wo sie auch von Ragnar Östberg unterrichtet wurde.
Gemeinsam mit Kjerstin Göransson-Ljungman und deren Ehemann Edvard Stenlåås leitete sie von 1929 bis 1936 ein Architekturbüro. Das Architekturbüro hatte vor allem weibliche Kunden, darunter die Politikerin und Suffragistin Anna Lindhagen, die sie beauftragte, ein Heim für alleinerziehende Mütter, das Frederic Eens Minne Haus, zu entwerfen. Nach 1936 führte Wærn Bugge bis 1974 das Architekturbüro alleine weiter.
Von 1953 bis 1965 war sie im Büro für Kulturgeschichte der schwedischen Baubehörde beschäftigt und wurde 1962 Direktorin der Agentur. Dort arbeitete sie hauptsächlich an Kirchenrestaurierungen wie der Skålleruds Kirche. Sie arbeitete 1966 an einer umfassenden Renovierung der mittelalterlichen Bischofsresidenz Roggeborgen in Strängnäs, die auch durch von ihr entworfene Möbel für die Königliche Bibliothek ergänzt wurde.

## Mitgliedschaften und weitere Tätigkeiten
Sie war Mitglied ab 1935 im Schwedischen Technologischen Verband, im SAR (Nationaler Verband Schwedischer Architekten) und ab 1938 in der Sällskapet Nya Idun. Von 1944 bis 1952 war sie Vorstandsmitglied des Hemmens Forskningsinstitut, ab 1952 Ratsmitglied, ab 1951 Mitglied des Kulturausschusses von Nacka, 1954 Stadträtin und ab 1956 Abgeordnete in Nackas drätselnämnden. Sie war 1936 im Vorstand des schwedischen Nationalkomitees für rationale Organisation und arbeitete 1953 für die Vereinten Nationen in Paris.
Sie schrieb mehrere Bücher und Artikel, unter anderem für Svenska Dagbladet, das Magazin Idun und Form. In dem 1950 erschienenen Werk Swedish professional woman veröffentlichte sie einen Artikel, in dem sie die Bedingungen und Probleme weiblicher Architektinnen in der Branche diskutierte.

## Projekte (Auswahl)
- 1931: Folkskola, Hällefors, Västmanland
- 1932–1935: Stiftelsen Fredrik Eens Minne, Heim für alleinerziehende Mütter, Kungsholmen
- 1937: Studentskegården, Lund, Innenarchitektur
- 1938: Fredrika Bremer Zimmer, Philadelphia, Innenarchitektur (Initiative des schwedischen Frauenbundes)
- 1940: Innenausbau für sieben Waisenhäuser und ein Genesungsheim in Norwegen während des Krieges (Schenkungen des schwedischen Roten Kreuzes und der schwedischen Industrie)
- 1939–1944: Auftrag für Umbau und Erweiterung eines Heims für Tuberkulosekranke in Söderby
- 1943: Landschule Rösta, Jämtland
- 1945–1946: Landschule Benninge, Strängnäs, Erweiterung 1949-1950
- 19946: Heim für alleinerziehende Mütter, Norrköping
- 1946–1947: Solängen, Lissma, Wohnhaus (mit der Gemeinde für häusliche Pflege), Södermanland
- 1949: Landhausschule Vackstanäs, Neu- und Umbau, Södermanland
- 1951: Landhausschule Malgomaj, Neubau, Lappland
- 1966: Roggeborgen, Strängnäs, Innenarchitektur für die Königliche Bibliothek
- 1968: Altersheim, Fellingsbro, Västmanland, Erweiterung
- 1969–1972: Skålleruds Kirche, Dalsland, Restaurierung und Erweiterung
- 1972–1973: Restaurierung der Skatelövs kyrka, Småland
- 1976: Restaurierung der Furuby kyrka

## Veröffentlichungen (Auswahl)
- mit Kjerstin  Göransson-Ljungman: Bostad och hushållsorganisation: studie över ett aktuellt rationaliseringsproblem : staden, landet. Stockholm, 1936.
- mit Alice Jeansson, Anna Haglund:  Med begränsade medel gå vi att sätta bo. Meddelanden från Skattebetalarnas förening, 0280-3763 ; 55. Stockholm, 1937.
- Studier rörande det svenska jordbrukets byggnadsskick berättelse över en med understöd av Löfvenskiöldska stipendiefonden år 1937 företagen resa i skilda delar av Sverige. Meddelande från Kungl. Lantbruksakademiens mekaniska avdelning ; 5. Stockholm: Fritzes bokförlag, 1938.
- Ett trivsamt hem: praktiska råd och vinkar. Stockholm: Singer Co. symaskins aktiebolag, 1939.
- Studieplan i bosättning och heminredning. Stockholm, 1941.
- Gotlandsgårdar i ny gestalt. Samfundet för hembygdsvård. Småskrift ; 9. Stockholm, 1941.
- mit Aspe Gunnar: Gamla möbler i nya hem. Stockholm, 1956.
- I min mormors hus. Stockholm: Norstedt, 1977, ISBN 91-1-773282-4